# Olympische Sommerspiele 2008/Teilnehmer (Republik Kongo)
| Gelbes Symbol für Goldmedaillen mit stilisierten Olympischen Ringen | Graues Symbol für Silbermedaillen mit stilisierten Olympischen Ringen | Braundes Symbol für Bronzemedaillen mit stilisierten Olympischen Ringen |
| ------------------------------------------------------------------- | --------------------------------------------------------------------- | ----------------------------------------------------------------------- |
| —                                                                   | —                                                                     | —                                                                       |

Die Republik Kongo war mit der Teilnahme an den Olympischen Sommerspielen 2008 in Peking insgesamt zum 10. Mal bei Olympischen Spielen vertreten. Die erste Teilnahme war 1964.

## Leichtathletik
| Disziplin        | Männer                        | Frauen                |
| ---------------- | ----------------------------- | --------------------- |
| 100 Meter Sprint | Ghyd-Kermeliss-Holly Olonghot |                       |
| Weitsprung       |                               | Pamela Mouele-Mboussi |

## Schwimmen
| Disziplin          | Männer      | Frauen |
| ------------------ | ----------- | ------ |
| 100 Meter Freistil | Rony Bakale |        |

## Tischtennis
- Suraju Saka
Herreneinzel
- Yang Fen
Dameneinzel